# 长苞鸢尾兰
长苞鸢尾兰（学名：Oberonia longibracteata）为兰科鸢尾兰属下的一个种。

## 扩展阅读
- 維基物種上的相關：长苞鸢尾兰